# 费雷斯诺龙属
費雷斯諾龍（學名：Fresnosaurus）是蛇頸龍亞目的一屬，生存於白堊紀晚期（馬斯垂克階）的美國加州。模式種是F. drescheri，是在1943年命名。屬名是以費雷斯諾縣為名；種名則是以Arthur Drescher為名。
費雷斯諾龍的身長超過10公尺。如同其他薄板龍科，費雷斯諾龍可能以小型魚類、箭石、菊石為食。

## 外部連結
- Fresnosaurus from the Plesiosauria Translation and Pronunciation Guide